# بريندلي بن
بريندلي بن هو سياسي غياني، ولد في 24 يناير 1923 في جورج تاون في غيانا، وتوفي بنفس المكان في 11 ديسمبر 2009. نشط حزبياً في People's Progressive Party/Civic ‏.